# Ez az a nap!
Az Ez az a nap! mozgalom és rendezvénysorozat amelynek célja, hogy évről-évre összegyűjtse a keresztényeket és Istent keresőket egy nagyszabású dicsőítő rendezvényre Budapesten. A rendezvények szervezője a 2000 óta működő Ez az a nap Szervezőiroda.
Amiért mindez létrejött: „...egyek legyenek...hogy elhiggye a világ, hogy te küldtél engem” János 17,21 (Biblia)
Ez az a nap! elnevezés illeti ugyanakkor a szervezőcsapat által évente megrendezésre kerülő nagyszabású felekezetközi és nemzetközi Istent dicsőítő összejövetelt amelynek 2011 óta minden évben a Budapest Aréna ad otthont.

## Bemutatkozó
A rendezvényekre a legkiemelkedőbb keresztény előadókat hívják meg a világ számos pontjáról és hazánkból egyaránt. Eddig a programokon több mint 250 000-en vettek részt az egész Kárpát-medencéből, a színpadokon pedig közel 30 nemzet képviseltette magát. Az Ez az a nap! rendezvényeket egy felekezetközi szervezőcsoport készíti elő. A szervezők katolikus, református, evangélikus, baptista, pünkösdi és evangéliumi gyülekezetekhez tartoznak. Ez az együttműködés nem csupán rendezvényeket jelent, hanem egyre mélyebb és elkötelezettebb együttműködést felekezetek, missziós társaságok és testvérek között. A szervezésekbe fektetett munka a keresztények közötti barátságot mélyíti.
„Hisszük, hogy minden évben kell egy nap, ami más mint az év többi napja, amikor Isten népe egy szívvel fordul Teremtőjéhez. Ez az a nap! rendezvényeink olyan alkalmak, ahol Jézus nevét emeljük fel, egy közös szívdobbanás, ahol Őt dicsőítjük és kifejezhetjük egymás felé elfogadásunkat és megélhetjük egységünket.”
Vezérige: „…egyek legyenek…hogy elhiggye a világ, hogy te küldtél engem” János 17,21
A nagyszabású 10-15 000 fős évente megrendezett Ez az a nap! rendezvényeken túl a Szervezőiroda rendszeresen szervez további (2-3000 vagy csak néhány száz fős) dicsőítő alkalmakat, worship nightokat, életműkoncertet, és a már hagyományosnak nevezhető karácsonyi ünnepi koncerteket.
2000-ben és 2004-ben több tízezer fő mozdult meg az Ez az a nap! Felvonulás Jézusért rendezvényekre és vonult végig Budapest utcáin.
Az általuk létrehozott további brandek: Soul and Gospel Festival - kortárs könnyűzenei gospel fesztivál amely 2007-2009 között a Westend tetőteraszon került megrendezésre, majd 2010-ben a Budapest Arénában. Hozzájuk kapcsolódik továbbá a Rock The City, Summer Worship Night és Next Level Worship Night koncertsorozatok, valamint a többállomásos Ez az a nap! Roadshowk, melynek során vidéki nagyvárosokba és a határon túlra is ellátogatott a Szervezőiroda, és rendezett dicsőítő koncerteket a helyi gyülekezetek bevonásával.
A szervezőiroda és a rendezvények önnfenntartóak, valamint adományokból tartja fenn magát és finanszírozza a rendezvények költségeit. Anyagilag független állami szervektől vagy egyházi közösségektől.
Alapítója és vezetője László Viktor.
A szervezőiroda rendszeresen ápolja a kapcsolatot ökumenikus szervezetekkel, részt vesz ökumenikus találkozókon, keresztény párbeszédekben, ill. támogat szociális megmozdulásokat (pl. ételosztás). Vezetője, László Viktor a Magyar Evangéliumi Aliansz alelnöke. Jó kapcsolatot tart fenn a magyar kis- és nagyegyházak vezetőivel, melyek erkölcsileg támogatják és egyet értenek az Ez az a nap! szellemiségével és céljaival. A Szervezőiroda továbbá együttműködik egyházi szervezetekkel, missziós társaságokkal.

## Célok
- A keresztények egységének előmozdítása a közös imádság és szeretetteljes együttlét segítségével
- Közös tanúságtétel Jézus Krisztusról
- Mozgósító erejű keresztény zene megszólaltatása
- Imádság országunk és nemzetünk megtéréséért (Nem cél azonban a különböző felekezetekhez tartozó hívők identitásának megváltoztatása és felekezeti határokon átnyúló ökumenikus mozgalom létrehozása.)
- Az Ez az a nap! mozgalom és rendezvénysorozat 2000-ben azzal a látással indult el útján, hogy régiónk legnagyobb és legjelentősebb stadionjába, a Népstadionba – ma a Puskás Aréna – gyűjtse a magyarországi keresztényeket, kifejezve a felekezeteken átívelő összetartozásukat a Jézus Krisztusban való közös hitben.  Ez a cél 2022. július 23-án megvalósulni látszik, amikor is egy 70.000 főt megmozgató felekezetközi dicsőítő és evangelizációs összejövetel kerül megrendezése a Puskás Arénában.

## Ez az a nap! Rádió, Magazin és social media
Az Ez az a nap! 2014-es rendezvényén került ünnepélyes elindításra az Ez az a nap! Rádió, amely a weboldalukon vagy telefonos alkalmazásukon keresztül elérhető dicsőítő és gospel zenét sugárzó internetes rádió.
2021-ben indult útjára az Ez az a nap! Magazin, mely rendszeresen közöl lelki tartalmakat, és friss híreket a gospel zenei nagyvilágból valamint a magyar keresztény zenei életből.
Ezen kívül figyelemre méltó a TITD brand amely általuk designolt ruhaneműket és további ajándéktárgyakat takar.

## Ez az a nap! rendezvények
| Rendezvény                                       | Időpont                            | Helyszín                                                        | Vendégek |
| ------------------------------------------------ | ---------------------------------- | --------------------------------------------------------------- | --- |
| Felvonulás Jézusért                              | 2000. június 10.                   | Budapest Parlament-Gellért-hegy                                 | |
| Hálaadó és dicsőítő nap                          | 2001. június 30.                   | Budapest Margitsziget                                           | Csiszér László |
| Válaszd az életet!                               | 2002. június 22.                   | Budapest Kisstadion                                             | |
| Három nap Isten szeretetében                     | 2003. június 27-29.                | Budapest Népstadion kert                                        | |
| Ez az a nap! Felvonulás Jézusért                 | 2004. június 19.                   | Budapest Oktogon - Hősök tere                                   | |
| Soul & Gospel Fesztivál                          | 2007. szeptember 19-22.            | Budapest WestEnd tetőterasz                                     | |
| Soul & Gospel Fesztivál '08                      | 2008. június 18-21.                | Budapest WestEnd tetőterasz                                     | |
| Soul & Gospel Fesztivál '09                      | 2009. május 30-31.                 | Budapest WestEnd tetőterasz                                     | Golgota Gospel Kórus, Planetshakers |
| Kirk Franklin koncert                            | 2009. november 17.                 | Budapest Sportmax Rendezvénycsarnok                             | |
| 10 éves Jubileumi Ez az a nap!                   | 2010. június 19.                   | Budapest Margitszigeti Atlétikai Centrum                        | Bolyky Balázs, Pintér Béla, Csiszér László, Prazsák László, |
| Soul & Gospel Fesztivál '10                      | 2010. november 3.                  | Papp László Budapest Sportaréna                                 | Hillsong Church London és London Community Gospel Choir |
| Planetshakers koncert                            | 2011. május 13.                    | Budapest Petőfi Csarnok                                         | Planetshakers |
| Ez az a nap! 2011                                | 2011. október 2.                   | Papp László Budapest Sportaréna                                 | Jesus Culture, Pintér Béla, Csiszér László, Prazsák László, Amaro Del |
| Ez az a nap! 2012                                | 2012. október 20.                  | Papp László Budapest Sportaréna                                 | Matt Redman, Tim Hughes, Worship Central, LZ7, Pintér Béla, Csiszér László, Noel Richards, Debreceni Dics Suli, |
| Ez az a nap! ChrisTmas hálaadó est               | 2012. december 21.                 | Budapest Átrium Filmszínház                                     | Pintér Béla, Prazsák László, Dobner Illés, Gável Testvérek |
| Nick Vujicic Budapesten (társszervező)           | 2013. április 18.                  | Debrecen, Pécs, Budapest                                        | Nick Vujicic |
| Ez az a nap! 2013                                | 2013. június 1.                    | Papp László Budapest Sportaréna                                 | Pintér Béla, Csiszér László, Dobner Illés, Israel Houghton, Gateway Worship, Johnny K. Palmer, Henderson Dávid, Bolyki Brothers. 1000 fős kórus, Joy Gospel Music                                                                                                 |
| God's Great Dance Floor Worship Tour             | 2013. október 12.                  | Budapest-Körcsarnok                                             | Matt Redman, Martin Smith |
| Ez az a nap! ChrisTmas hálaadó est               | 2013. december 12.                 | Budapest, Colombus hajó                                         | Prazsák László, Henderson Dávid, Johnny K. Palmer, Csiszér László |
| Ez az a nap! Roadshow                            | 2014. március 14-18.               | Arad, Kiskőrös, Szeged, Debrecen, Budapest                      | Noel Richards, Pintér Béla, Henderson Dávid, Helyes Beat, Prazsák László, Lakatos Péter |
| Ez az a nap! 2014                                | 2014. május 24.                    | Papp László Budapest Sportaréna                                 | Newsboys, Hillsong London, Reuben Morgan, Martin Smith, Graham Kendrick, Helyes Beat, Continental Singers, Csiszér László, Prazsák László, Pintér Béla, Amaro Del, Gável Testvérek                                                                                |
| Next Level Worship Night                         | 2014. szeptember 26.               | Papp László Budapest Sportaréna                                 | Planetshakers, LZ7 |
| Martin Smith Exkluziv Koncert                    | 2014. November 9.                  | Budapest A 38 hajó                                              | Martin Smith |
| Ez az a nap! ChrisTmas hálaadó est               | 2014. december 19.                 | Budapest A38 hajó                                               | Pintér Béla, Henderson Dávid, Agapé Band |
| Noel Richards 60 - Életmű koncert                | 2015. September 22.                | Budapest Akvárium Klub                                          | Noel Richards & Band, Graham Kendrick, Ken Riley, Sue Rinaldi, Prazsák László, Pintér Béla, Csiszér László |
| Ez az a nap! Roadshow                            | 2015. március 14                   | Arad, Szeged, Debrecen, Budapest                                | Noel Richards & Band, Not an Idol, Corul Liceolui Teologic Alexa Popovici Arad, Csiszér, Prazsák, Durkó Heléna |
| ICF Worship Tour                                 | 2015. április 14.                  | Budapest A38 hajó                                               | ICF, Durkó Heléna |
| Ez az a nap! 2015 - A VÍZ 15 eves jubileum       | 2015. május 30.                    | Papp László Budapest Sportaréna                                 | Bethel Music, Rend Collective, Pintér Béla, Csiszér László, Prazsák László, Andelic Jonatán, Hanna, Crux, MC Tono, Joy Gospel Music |
| Summer Worship Night                             | 2015. augusztus 5.                 | Budapest A38 hajó                                               | Jeremy Riddle & Band, Dobner Illés & Band |
| Next Level Worship Night                         | 2015. november 8.                  | Budapest Akvárium Klub                                          | Jason Upton, Dics Suli Band |
| Ez az a nap! karácsonyi hálaadó est              | 2015. december 18.                 | Budapest, Duna Palota                                           | Andelic Jonathán, Pintér Béla |
| Next Level Worship Night                         | 2016. február 2.                   | Papp László Budapest Sportaréna                                 | Hillsong Worship |
| Durkó Heléna - Láthatatlan lemezbemutató koncert | 2016. február 28                   | Budapest Akvárium Klub                                          | Durkó Heléna és Zenekar |
| Ez az a nap! 2016 - A SZÉL                       | 2016. június 4.                    | Papp László Budapest Sportaréna                                 | Jesus Culture, Martin Smith, Dave Bilbrough, EAST, Andelic Jonathan, Dics Suli Band, Mike Sámuel, Pintér Béla, Hanna Projekt |
| Rock The City                                    | 2016. augusztus 17.                | Budapest Akvárium Klub                                          | Kutless, Christafari, Altarive |
| Nick Vujicic Budapesten (társszervező)           | 2016. szeptember 21-22.            | Budapest Tüskecsarnok                                           | Nick Vujicic |
| 56 ÉL - EAST koncert                             | 2016. november 3.                  | Budapest Kongresszusi Központ                                   | EAST, Hanna Projekt, Pintér Béla |
| Ez az a nap! 2017 - A TŰZ                        | 2017. május 27.                    | Papp László Budapest Sportaréna                                 | Hillsong Worship, Reuben Morgan, Rend Collective, Amen, Guvna B, Pintér Béla, Csiszér László, Prazsák László, Durkó Heléna, Új Forrás, Gerendás Péter |
| Rock the City                                    | 2017. június 4.                    | Budapest Akvárium Klub                                          | Switchfoot, Altarive |
| Next Level Worship Night- Hillsong You and Free  | 2017. október 21.                  | Papp László Budapest Sportaréna                                 | Hillsong You and Free |
| Ez az a nap! Karácsony                           | 2017. december 2.                  | Budapest Akvárium Klub                                          | Pintér Béla, Balogh Mihály, Unless |
| London Community Gospel Choir karácsonyi koncert | 2017. december 3.                  | Budapest Akvárium Klub                                          | London Community Gospel Choir |
| Ez az a nap! 2018 - AZ ÚT                        | 2018. június 2.                    | Papp László Budapest Sportaréna                                 | Hidden Kingdom, PZM, Eddy,Oláh Gergő, Andelic Jonathan, Pintér Béla, Csiszér László,Prazsák László, Dobner Illés és Balogh Mihály, David Crowder, |
| Dicsőítő Hét                                     | 2018. szeptember 9-14              | Budapest Akvárium Klub, Európa Hajó, Gellért szobor, Trip Hajó, | Rend Collectiv, Csiszér László, Csöndes Evelin, Fridvalszki Gréta, Matécsa Hanna, Pintér Béla, Prazsák László, Dobner Illés és Évi |
| Ez az a nap! Karácsony                           | 2018. december 16.                 | Budapest Akvárium Klub                                          | Abbe Lewis, Oláh Gergő, Pintér Béla |
| Ez az a nap! 2019 - AZ IGAZSÁG                   | 2019. június 1. / 2019. július 18. | Papp László Budapest Sportaréna                                 | 1000 fős Ez az a nap! kórus és a Joy Gospel szimfonikus zenekar, Unless, Dobner Illés és Háló Heléna, Friderika, Pat Barrett és a King’s Village Gável András és Gellért, Dics-Suli Band és Hanna, Noel Richards, Prazsák László, Pintér Béla és Csiszér László ☢ |
| Reménység esték                                  | 2020-2021                          | online                                                          | |
| 20 éves jubileumi Ez az a nap!                   | 2020. július 18                    | online közvetítés a Puskás Ferenc Stadionból, Budapest          | |
| Ez az a nap! 2021 - Várkert Bazár                | 2021. július 24.                   | Budapest, Várkert Bazár                                         | Caramel, Pintér Béla, Csiszér László, Prazsák László, Karneol |

## Külső hivatkozások
- Ez az a nap! hivatalos oldal
- Ez az a nap! a Youtube oldalán
- Ez az a nap! a facebook oldalán
- Jesus Culture hivatalos oldala Archiválva 2013. október 10-i dátummal a Wayback Machine-ben
- Israel Houghton hivatalos oldala